# Королькевич, Анатолий Викентьевич
Анатолий Викентьевич Корольке́вич (Тюмень, 1901 — Ленинград, 1977) — советский актёр театра и кино, заслуженный артист РСФСР (1957).

## Биография
Родился 16 января 1901 года  в Тюмени. В 1917—1920 годах служил на флоте.
Молодые годы Королькевича прошли очень бурно. На тот момент юноша даже не помышлял стать лицедеем. Ему хотелось совершать подвиги, и будучи подростком парень сбежал «на передовую». Уже в 14 лет отважно воевал в 415 стрелковом полку (ранее - Бахмутский гусарский полк). В 1917-м году был серьезно ранен в бою и отправлен в Киев на лечение.
Через год стал добровольцем Красного кавалерийского отряда. На одном из провокационных выступлений белых эсеров Королькевича арестовали и сослали на каторгу. Оттуда он сбежал. Однако во Владивостоке Анатолия задержали белогвардейцы. Вместе с другими горемыками был отправлен на передовую. На стороне "белых" воевать не хотел и снова сбежал.
На тот момент у парня поубавилось романтики, да и посвятить свою жизнь военному делу совершенно не имел желания. По совету бывалых матросов стал учится на радиотелеграфиста. Специальность нравилась, вот только всех выпускников ждала все та же участь – фронт. Экзамены Королькевич не сдал осознанно. После этого его определили в учебное заведение, где юноша обрел профессию сигнальщик. Далее проходил службу на Тихом океане.
В 1920-м году вернулся во Владивосток. Служил старшим сигнальщиков, через год перевелся в морской клуб. Артистические способности у Королькевича проявились во время учебы в школе радиотелеграфистов. Сначала Толя играл в спектаклях. Позже руководил драмкружком, за прекрасные организаторские способности был назначен директором клуба. В 1922 году окончил Владивостокскую театральную студию под руководством Татьяны Мариусовны Петипа. Работал в театрах разных городов страны.
В 1923 году Королькевича перевели в г. Хабаровск (Амурская флотилия). Через год демобилизовался и влился в коллектив местного драмтеатра. Чтобы стать профессиональным актером поступил в театральное училище (г. Владивосток).
Далее выступал на сцене разных театров, а в конце 20-х уехал в Ленинград. Северная столица очень хорошо приняла талантливого артиста. Королькевич обладал невероятным обаянием, имел склонность к буффонаде и эксцентрике. Создал много интересных острохарактерных образов.
В 1929-м году его пригласили в Ленинградский театр музыкальной комедии. В скором времени актер стал настоящей «звездой». Зрители шли на Королькевича, а все спектакли с его участием проходили с аншлагом. Яркие роли: Богдан – «Трембита», барон Бретценгейм – «Орлиные перья», граф Кутайсов – «Холопка», Пеликан – «Принцесса цирка», барон «Веселая вдова» и др.
Первый раз камера запечатлела Анатолия Викентьевича в 1933 году, сыграл поэта в драме Бориса Шрейбера «Первая любовь». Далее принял участие в съемках экранизации «Музыкальная история» и комедии «Антон Иванович сердится».

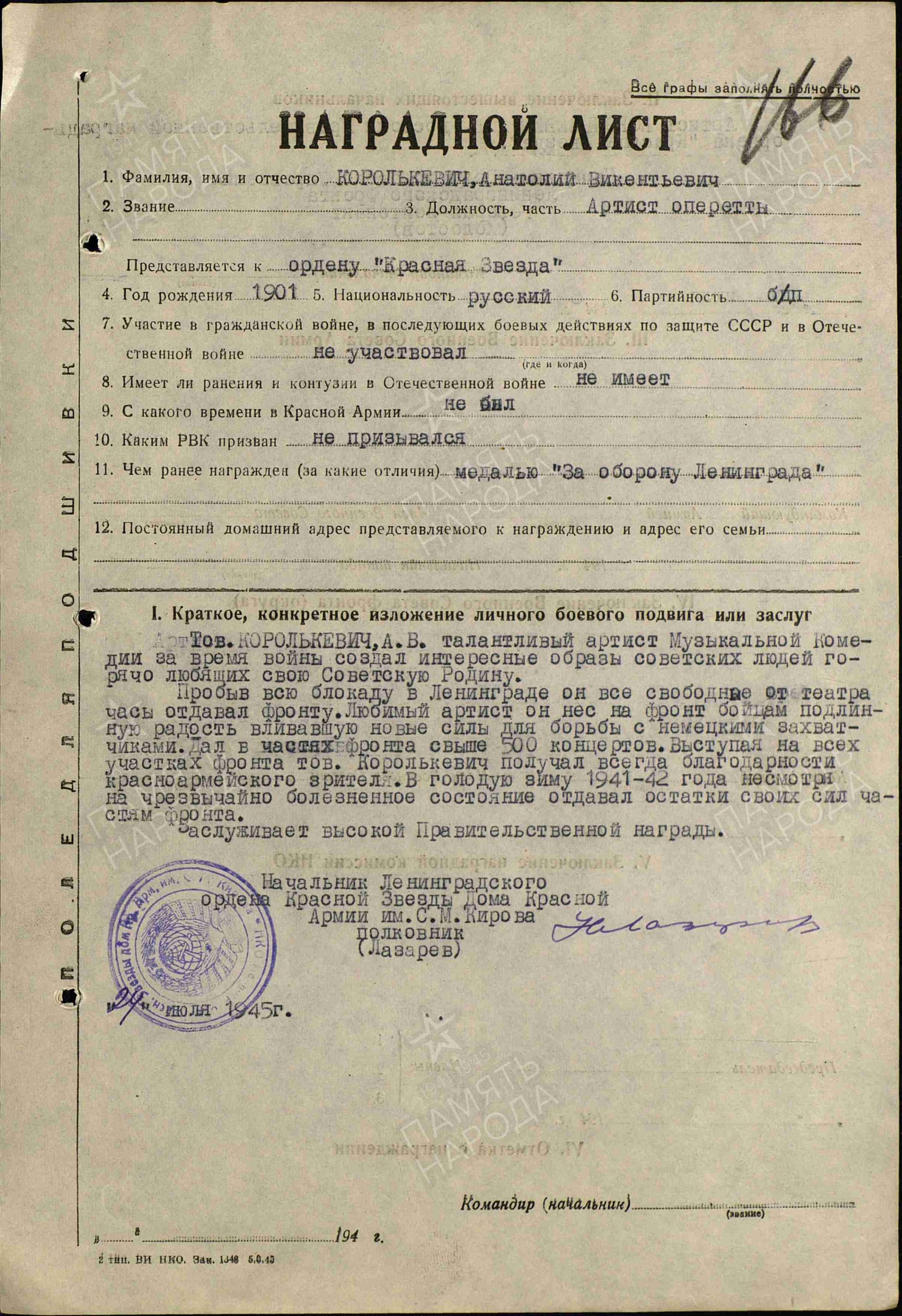
Награждение А.В.Королькевича Орденом Красной звезды

Настоящий успех ждал артиста после премьеры музыкальной ленты «Мистер Икс». Критики писали, что его барон де Кревельяк, просто непревзойденный.
Всего в творческой биографии Анатолия Королькевича более 40 работ: Золушка - привратник, Запасной игрок - старик, Укротительница тигров - Могикан, Старик Хоттабыч - представитель упр. Госцирков, Каин XVIII - агент, Двенадцать стульев - Кислярский, Шельменко-денщик  - Трофим, «Блокада» - вагоновожатый, Небесные ласточки - конферансье Полинер, Труффальдино из Бергамо - мастер фехтования и др.
Последний раз сыграл генерала при дворе Короля в фильме Надежды Кошеверовой Как Иванушка-дурачок за чудом ходил (1977 год).
Анатолия Викентьевича по праву можно назвать Мастером своего дела и Королем эпизода.
Несмотря на публичность, Королькевич не афишировал свою личную жизнь. Коллеги говорили, что его домом был Ленинградский театр музыкальной комедии. Всего себя артист посвятил Мельпомене. В 1964 году вышел на пенсию.

Автор ряда пьес и книги «А музы не молчали» (1965). В Санкт-Петербургской средней школе им. Д.Шостаковича создан одноименный народный музей "А музы не молчали…", посвященный культуре и искусству во время Великой Отечественной войны. О театре, о себе, о своих коллегах и зрителях – ленинградцах и фронтовиках, о спектаклях на сцене и концертах на передовой, в окопах, землянках, на аэродроме и в госпиталях, Анатолий Королькевич вспоминает в книге «А музы не молчали», используя записи своего блокадного дневника. Вспоминает он и Филармонию: как прятались артисты и зрители Театра музкомедии от бомбежек в филармоническом подвале (в театре такого не было), как актер был 9 августа 1942-го на исполнении в Большом зале Седьмой симфонии Шостаковича, и что значило это для ленинградцев. Анатолий Королькевич и сам выступал в Блокаду здесь: в первые месяцы – осенью 1941-го, трудной осенью 1942-го, после прорыва кольца в 1943-м, после снятия блокады в феврале 1944 года, а в последний раз – 27 апреля 1945 года: в этот день было объявлено о вхождении советских войск в Берлин, о чем есть специальная записка, вложенная в рукописную книгу концертов.

Могила Королькевича на Литераторских мостках в Санкт-Петербурге.

Награжден орденом Красной Звезды (1945) и медалями «За оборону Ленинграда», «За доблестный труд в Великой Отечественной войне».
Ушёл из жизни 11 апреля 1977 года. Похоронен в Ленинграде на Литераторских мостках Волковского кладбища.

## Фильмография
- 1933 — Первая любовь — поэт
- 1936 — Концерт Бетховена — дирижёр
- 1940 — Музыкальная история — Панков
- 1941 — Антон Иванович сердится — Скворешников
- 1941 — Приключения Корзинкиной — фокусник
- 1941 — Песнь о дружбе — дирижёр (нет в титрах)
- 1942 — Оборона Царицына — крестьянин-ходок
- 1944 — Морской батальон — водитель грузовика
- 1945 — Небесный тихоход — солдат с зубной болью
- 1947 — Золушка — привратник; Новый дом — парикмахер
- 1949 — Александр Попов — читатель
- 1954 — Запасной игрок — старик;  Укротительница тигров — фокусник Могикан
- 1956 — Старик Хоттабыч — товарищ из Управления Госцирка
- 1957 — Дон Кихот — игрок
- 1958 — В дни Октября — куплетист Собольский; Кочубей — дирижёр; Мистер Икс — барон Гастон де Кревельяк
- 1960 — Осторожно, бабушка! — старик из старой гвардии
- 1961 — Горизонт — артист; Две жизни
- 1963 — Каин XVIII — агент с гвоздикой
- 1964 — Хотите — верьте, хотите — нет... — дедушка Эдика
- 1965 — Большая кошачья сказка — канцлер; Сегодня — новый аттракцион — буфетчик
- 1966 — 12 стульев — Кислярский; Начальник Чукотки — военный министр
- 1967 — Зелёная карета — дирижёр
- 1968 — Интервенция — конферансье; Старая, старая сказка — швейцар
- 1969 — Пять дней отдыха — Фарри
- 1971 — Держись за облака; Тень — придворный / пациент доктора; Ход белой королевы — болельщик; Шельменко-денщик — Трофим
- 1972 — Последние дни Помпеи — дирижёр Иван Иванович
- 1973 — Умные вещи — капельмейстер
- 1974 — Большой аттракцион — клоун; Царевич Проша — палач; Блокада
- 1976 — Небесные ласточки — Полинер, конферансье; Труффальдино из Бергамо — учитель фехтования
- 1977 — Как Иванушка-дурачок за чудом ходил — генерал

## Признание и награды
- заслуженный артист РСФСР (1957).
- орден Красной Звезды (22.7.1945) — за более чем 500 концертов в составе фронтовых агитбригад
- медали «За оборону Ленинграда», «За доблестный труд в Великой Отечественной войне».